# Bresnay
 Bresnay  es una población y comuna francesa, situada en la región de Auvernia, departamento de Allier, en el distrito de Moulins y cantón de Souvigny. Una de las actividades del municipio es el vino: la ciudad es parte de la tierra de la AOC Saint-Pourçain.

## Demografía
| 525 | 465 | 395 | 407 | 395 | 376 |
| Para los censos de 1962 a 1999 la población legal corresponde a la población sin duplicidades (Fuente: INSEE [Consultar]) |     |     |     |     |     |